# Phodoryctis dolichophila
Phodoryctis dolichophila là một loài bướm đêm thuộc họ Gracillariidae. Chúng sinh sống ở Nam Pho và Mauritius.
Ấu trùng ăn Dolichos trilobus và Vigna, gồm cả Vigna unguiculata. Chúng cuộn lá làm tổ.